# جیامپائولو پاریسی
جیامپائولو پاریسی (انگلیسی: Giampaolo Parisi؛ زادهٔ ۱۷ ژوئیهٔ ۱۹۷۹) بازیکن فوتبال اهل ایتالیا است.
از باشگاه‌هایی که در آن بازی کرده‌است می‌توان به باشگاه فوتبال فوجا، باشگاه فوتبال سالرنیتانا، و باشگاه فوتبال آولینو اشاره کرد.
وی همچنین در تیم ملی فوتبال زیر ۲۱ سال ایتالیا بازی کرده‌است.